# Гаетанське герцогство
Гаетанське герцогство (італ. Ducato di Gaeta), також відоме як Гаетанська республіка (італ. Repubblica di Gaeta) — середньовічна торгова морська республіка в Південній Італії з центром у Гаеті. Виникла на початку IX століття, коли місцева громада почала ставати більш незалежною від Візантії і відстоювала свою незалежність в боротьбі з лангобардами та сарацинами. Припинила існування внаслідок захоплення норманами і включення до норманського Герцогства Апулії і Сицилійського королівства. Головним джерелом відомостей про Гаетанську республіку є Codex Diplomaticus Caietanus.

## Зростання впливу роду Доцибілів
Першим консулом Гаети був Костянтин, який правив з 839 року разом із сином Марином. Він був прихильником Візантії та васалом неаполітанського дуки Андрія II (834—840). Костянтин відгукнувся на заклик наступного неаполітанського дуки Сергія I об'єднати християнські держави Кампанії в «Лігу Кампанії» для боротьби з сарацинською загрозою. Об'єднаний флот «Ліги Кампанії» завдав декілька важливих поразок сарацинам, таких як в Битві біля Лікози (846) і Битві при Остії (849).
Костянтин захищав місто від нападів сарацинів, однак в 866 році він був силою зміщений Доцибілом I, який став засновником династії та de facto забезпечив незалежність Гаети.

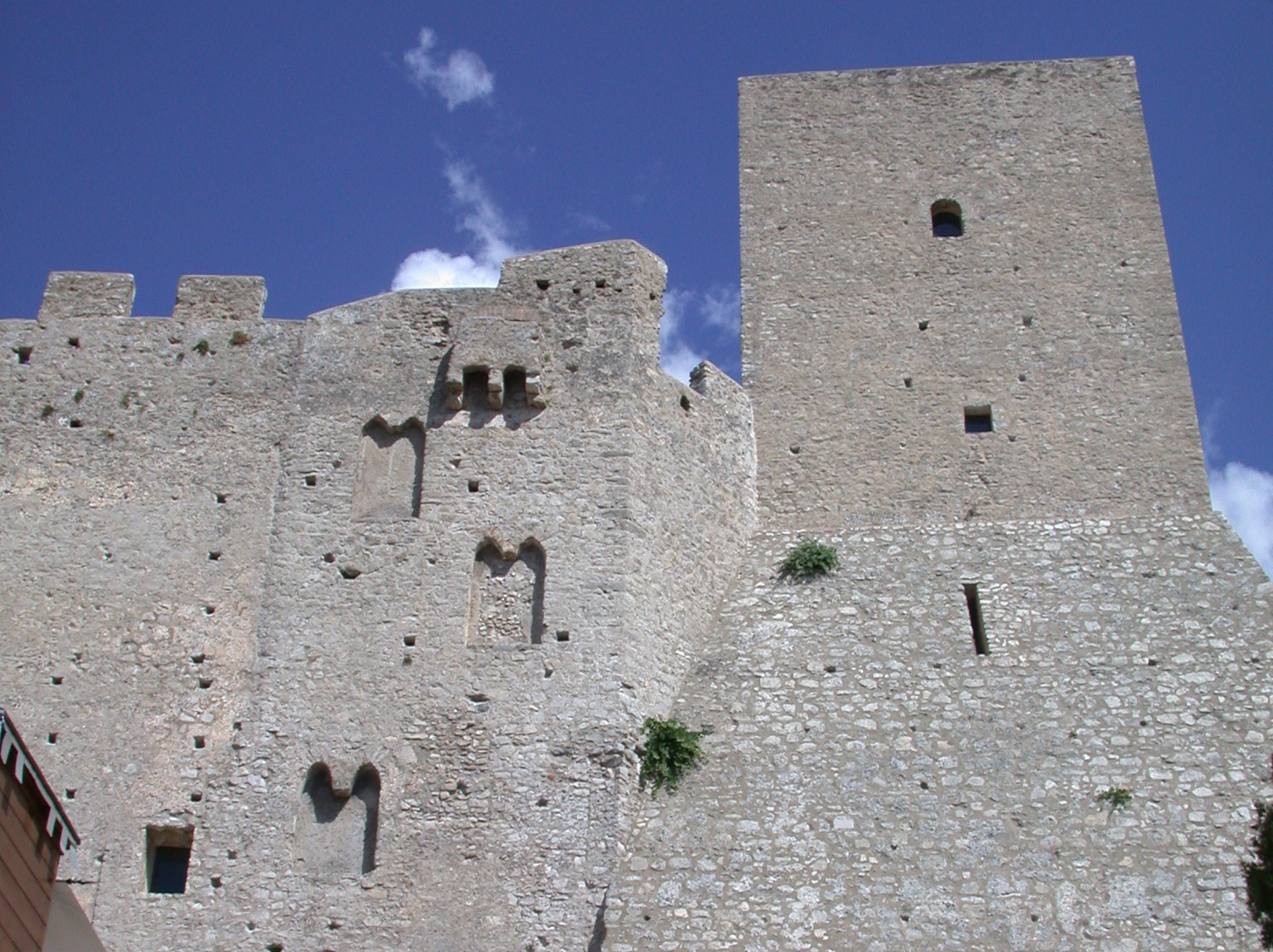
Башта замку в Ітрі, побудованого Доцибілом I.

Династія Доцибілів наполегливо намагались підвищувати значення Гаети, вдаючись до укладення різного роду союзів. Вони об'єднувались з сарацинами проти християн, з папою — проти самих сарацинів. Будували величезні палаци, підносячи престиж міста та демонструючи його достаток. Залишались васалами Візантії, здобули славу під її знаменами у Битві при Гарільяно. Головним успіхом Доцибілів стало виведення Гаети зі складу Неаполітанського герцогства.
Доцибіл II у 933 першим прийняв титул герцога. Період його правління виявився зенітом могутності Гаети, проте він сам заклав початок ослаблення герцогства, запровадивши поділ володінь під час спадкування престолу.

## Занепад
У 962 Гаета підкорилась лангобардському князю Капуї Пандульфу Залізній Голові. У 963 в місті була лише муніципальна влада. В 976 імператор Священної Римської імперії Оттон II і папа Римський були визнані сюзеренами Гаети.

## Лангобардське домінування
У 1032 році, після династичної кризи, Доцібілі, що владарювали до цього моменту, змушені були підпорядкувати Гаету Капуанському князівству, і протягом наступних шістдесяти років незалежні герцоги чергувались з капуанськими васалами, поки в 1100 році нові нормандські герцоги не звільнили місто від влади Капуї і зберігали його незалежним до 1135 р.

## Норманське домінування
В 1135 році останній норманський герцог Гаети Річард III заповів його норманському королю Рожеру II Сицилійському, який включив його до складу свого королівства.

## Правителі

### Грецька династія

#### Консули
- Костянтин (839-866)
- Марин I (866-890)
- Доцибіл I (867-906)
- Іоанн I (867-933 або 934)

#### Герцоги
- Доцибіл II (914 або 915-954)
- Іоанн II (954-962 або 963)
- Григорій (962 або 963-978)
- Марін II (978-984)
- Іоанн III (984-1008 або 1009)
- Іоанн IV (1008 або 1009-1012)
- Лев I (1012), Узурпатор
- Іоанн V (1012-1032)
  - Емілія, регент (1012-1027)
  - Лев II, (1015-1024)

### Лангобардська династія

#### Герцоги
- Пандульф I (1032-1038)
- Пандульф II (1032-1038), співправитель
- Гваймар (1038-1045)
  - Райнульф (1041-1041)
  - Асклетин (1045)
- Атенульф I (1045-1062)
- Атенульф II (1062-1064)
  - Марія, регент (1062-1065)

## Нормандська династія

### Герцоги і консули
Були васалами князів Капуанських.
- Вільгельм I (1064)
- Ландо (1064-1065)
- Данібальд (1066-1067)
- Годфрид (1068-1086)
- Реджинальд (з 1086)
- Галган (до 1091)
- Ландульф (1091-1103)
- Вільгельм II (1103-1104 або 1105)
- Річард II (1104 або 1105-1111)
- Андрій (1111-1112)
- Джонатан (1112-1121)
- Річард III (1121-1140)

У 1140 король Сицилії Рожер II став безпосередньо правити Гаетою.